# Jóhannes Sveinsson Kjarval
Jóhannes Sveinsson Kjarval (15 de outubro de 1885 - 13 de abril de 1972) foi um pintor islandês.
Nasceu pobre e foi adotado. Quando adolescente foi trabalhar como pescador. No entanto, em seu tempo livre, ele gastava o tempo desenhando e pintando, tendo aprendido o básico com o artista Ásgrímur Jónsson. Aos 27 anos, com o suporte financeiro dos pescadores e da Confederação Islandesa do Trabalho, ele fez o teste para admissão e ingressou na Academia de Artes Reais Dinamarquesa para a educação superior em artes, onde completou seus estudos. Em Copenhague, familiarizou-se com diversos estilos, tais como impressionismo, expressionismo e cubismo. Também conseguiu concluir o curso de arquitetura. Depois, realizou curtas viagens à França e Itália.

## Estilo
Kjarval foi um pintor bastante ativo, tendo feito milhares de desenhos e pinturas. As pinturas costumavam ser heterogêneas, misturando vários estilos diferentes com seu estilo próprio. Muitos dos seus trabalhos costumavam apresentar "o absurdo" e elementos simbolistas. Traziam elementos mitológicos e elfos, por exemplo, numa simples paisagem. Entretanto, a obra de Kjarval não é considerada surrealista. Suas obras costumavam apresentar também paisagens do seu país natal, a Islândia, e formações de lava. Muitas de suas pinturas de paisagens costumavam trazer elementos cubistas e abstratos, com foco nas pequenas variações do solo, e menos importância às paisagens de montanhas, por exemplo. Tempos depois, também pintaria desenhos completamente abstratos. 
Devido à sua heterogeneidade de estilos, é um erro classificá-lo como um pintor de paisagens. Seu trabalho incluiu elementos impressionistas, cubistas, abstratos, paisagens e retratos. Seu estilo diverso era tão original como o homem que Kjarval era. Foi um modernista extremamente original do seu tempo, e permanece como um artista de estilo extremamente único não apenas na Islândia, como no mundo inteiro. Foi premiado com a Medalha Príncipe Eugênio, concedido pelo Rei da Suécia, por suas conquistas artísticas.

## Legado
- Na capital da Islândia, Reykjavík, um dos três prêdios pertencentes ao Museu de de Arte de Reykjavík é nomeado como "Kjarvalsstaðir", e apresenta trabalhos de Kjarval, assim como exposições temporárias. 
- É retratado nas notas de "2000" Coroas Islandesas. 
- No álbum de estreia de Björk, chamado "Björk", lançado no ano de 1977, a quarta faixa é denominada "Jóhannes Kjarval", sendo dedicada ao pintor. Ela consiste num instrumental de flauta.